# Olivier Grouillard
Olivier Grouillard est un ancien pilote automobile français, né le 2 septembre 1958 à Toulouse en Haute-Garonne. Il a notamment évolué durant quatre saisons (de 1989 à 1992) dans le championnat du monde de Formule 1.

## Biographie
Après avoir remporté le Volant Elf en 1981 il devient champion de France de Formule Renault en 1982, puis champion de France de Formule 3 en 1984, Olivier Grouillard accède en 1985 au championnat international de Formule 3000. Après trois premières saisons dans la discipline (au sein des équipes Oreca et Formula Team Ltd), il décroche ses premiers succès (Le Mans, Zolder) en 1988 dans l'équipe GDBA Motorsports monté par Gilles Gaignault et termine vice-champion international derrière le Brésilien Roberto Moreno.
Sa belle saison 1988 ouvre enfin à Grouillard les portes de la Formule 1. En 1989, il est en effet recruté par l'écurie Ligier, alors au fond du gouffre. Après des débuts assez prometteurs, et notamment une belle sixième place au Grand Prix de France, il tombe en disgrâce au sein de l'écurie et sa saison d'apprentissage se transforme en calvaire. Non retenu par Ligier, il passe en 1990 dans l'écurie italienne Osella, qui prend l'année suivante le nom de Fondmetal, mais sans succès puisqu'il ne parvient pas à inscrire le moindre point et essuie même plusieurs non-qualifications. Et ses quelques coups d'éclat en qualification (neuvième à Phoenix en 1990 et dixième à Mexico 1991) ne débouchent sur aucun résultat en course. Limogé par Fondmetal à quelques manches de la fin de la saison 1991, il passe chez AGS mais son unique prestation au sein de la petite structure varoise, en Grand Prix d'Espagne se solde par une non-qualification. En 1992, Grouillard semble en mesure de relancer sa carrière en signant chez Tyrrell, une écurie alors en proie à d'importantes difficultés financières. Victime de plusieurs ennuis mécaniques, mais également auteur de plusieurs erreurs de pilotage, il ne rallie l'arrivée qu'à quatre reprises et obtient son meilleur résultat au Grand Prix de Saint-Marin qu'il termine en 8e position, hors des points.
Sans débouché satisfaisant en Formule 1 (il expliquera avoir refusé une offre de l'écurie Larrousse), Grouillard part tenter sa chance en 1993 dans le championnat CART en Amérique du Nord. Mais au volant d'une Lola-Chevrolet la modeste équipe Indy Regency Racing qui aligne des châssis de l'année précédente, il n'est pas en mesure de se mettre en valeur. Il termine la saison avec une 11e place à Cleveland en guise de meilleur résultat et ne parvient pas à se qualifier aux 500 Miles d'Indianapolis.
Olivier revient en Europe en 1994, essentiellement pour y disputer des épreuves de type GT (Championnat BPR puis FIA GT) et Protos. En 1995 il remporte ainsi plusieurs courses de 3 ou 4 Heures, à Silverstone, Nogaro et Zhuhai avec Andy Wallace sur McLaren F1 GTR, récidivant l'année suivante à Silverstone (ce qui lui permet de gagner par deux fois le British Empire Trophy). Il sera, aux 24 Heures du Mans, l'un des pilotes de la McLaren Harrods dont le propriétaire n'était autre que Dodi Al-Fayed. En 2000, il termine quatrième des 24 Heures du Mans au volant de la Courage-Peugeot, son dernier résultat majeur en compétition puisqu'il met un terme à sa carrière de pilote dans les mois qui suivent.
Après avoir obtenu un diplôme en stratégie et management d’entreprises, Olivier Grouillard est maintenant à la tête de plusieurs importants centre de réparation collision et développe en France un réseau d'ateliers sous l'enseigne nord-américaine FIX AUTO.

## Divers
Olivier Grouillard apparaît sous le crayon de Jean Graton dans Formule 3000, l'un des épisodes de la bande-dessinée Michel Vaillant dont l'action prend place lors du Grand Prix de Pau 1988.

## Résultats en championnat du monde de Formule 1
| Saison | Écurie                      | Châssis        | Moteur    | Pneus    | GP disputés | Points inscrits | Classement |
| ------ | --------------------------- | -------------- | --------- | -------- | ----------- | --------------- | ---------- |
| 1989   | Ligier Loto                 | JS33           | Ford V8   | Goodyear | 12          | 1               | 26e        |
| 1990   | Fondmetal Osella            | FA1M-E         | Ford V8   | Pirelli  | 9           | 0               | n.c.       |
| 1991   | Fondmetal F1 AGS Racing     | FA1M-E F1 JH27 | Ford V8   | Goodyear | 4           | 0               | n.c.       |
| 1992   | Tyrrell Racing Organisation | 020B           | Ilmor V10 | Goodyear | 16          | 0               | n.c.       |

- 41 Grands Prix, dont 26 abandons
- 1 point marqué (GP de France 1989)
- 1 501 tours et 7 211 kilomètres parcourus

## Résultats aux 24 heures du Mans
| Année | Voiture             | Équipe              | Équipiers                             | Résultat |
| ----- | ------------------- | ------------------- | ------------------------------------- | -------- |
| 1990  | Nissan R90CK        | Nissan Motorsport   | Kenny Acheson / Martin Donnelly       | Abandon  |
| 1994  | Venturi 600LM       | Jacadi Racing       | Michel Ferté / Michel Neugarten       | Abandon  |
| 1995  | McLaren F1 GTR      | Giroix Racing Team  | Jean-Denis Delétraz / Fabien Giroix   | 5e       |
| 1996  | McLaren F1 GTR      | David Price Racing  | Derek Bell / Andy Wallace             | 6e       |
| 1997  | Courage C36-Porsche | Courage Compétition | Mario Andretti / Michael Andretti     | Abandon  |
| 1998  | Courage C36-Porsche | Courage Compétition | Franck Montagny / Henri Pescarolo     | 15e      |
| 2000  | Courage C52-Peugeot | Pescarolo Sport     | Sébastien Bourdais / Emmanuel Clérico | 4e       |

## Sources
- (en) Biographie d'Olivier Grouillard sur f1rejects.com
- (en) Biographie d'Olivier Grouillard sur grandprix.com